# Route 72 (Islande)
Pour les articles homonymes, voir Route 72.
La route 72 (Þjóðvegur 72) ou Hvammstangavegur est une route située dans la région des Norðurland vestra qui relie Hvammstangi à la route 1.

## Trajet
- Route 1
- Hvammstangi
  -  -  vers la péninsule de Vatnsnes